# ستيف داير
ستيف داير (بالإنجليزية: Steve Dyer)‏ هو سياسي أمريكي، ولد في 4 مايو 1972 في آكرون في الولايات المتحدة. حزبياً، نشط في الحزب الديمقراطي. وقد انتخب عضو مجلس نواب أوهايو.